# Autobahndreieck Ohmtal
Das Dreieck Ohmtal bzw. Autobahndreieck Ohmtal oder Ohmtal-Dreieck kurz: OTD, ist ein Autobahndreieck in Hessen an der Grenze der Gemeinden Gemünden (Felda) und Homberg (Ohm). Hier endet die in Richtung Südwesten verlaufende Bundesautobahn 49 an der in Nord-Süd-Richtung verlaufenden Bundesautobahn 5, welche an dieser Stelle mit der Europastraße 40 identisch ist. Die Fertigstellung der A 49 und des Ohmtal-Dreiecks, ursprünglich für Ende 2024 geplant, verzögerte sich geringfügig und erfolgte zum Stichtag 21. März 2025. Namensgebend für das Autobahndreieck ist das Tal des Flusses Ohm.
An der A 5 trägt es die Anschlussstellennummer 4. Von der A 49 kommend die 23.
Das Ohmtaldreieck bildet den Endpunkt einer Alternativstrecke für den Fernverkehr von Hamburg und Hannover ins Rhein-Main-Gebiet und die Oberrheinische Tiefebene bis Basel zur A 7 ab dem Kreuz Kassel-Mitte. Das Hattenbacher Dreieck, welches die A 7 mit der A 5 verbindet, wird dabei umfahren. Die Alternativstrecke, die dadurch entsteht, verkürzt die Fahrstrecke zwischen Norddeutschland (Raum Hamburg/Hannover) und Frankfurt/Basel um ca. 15 Kilometer und meidet einen dicht befahrenen Abschnitt auf der A 7 im Raum Bad Hersfeld. Um den Verkehr aus Richtung Süden von der A 5 mit Fahrtziel Norddeutschland direkt auf die A 49 in Richtung Kassel zu lenken, ist das Dreieck in dieser Relation als sogenannte TOTSO-Lösung ausgestaltet. Das bedeutet, wenn man auf der A 5 aus Fahrtrichtung Frankfurt kommend auf der Hauptfahrbahn bleibt, wird man auf die A 49 in Richtung Kassel geleitet. Möchte man auf der A 5 Richtung Hattenbacher Dreieck (zum Beispiel zwecks Wechsel auf die A 7 Richtung Würzburg) und Kirchheimer Dreieck mit Anschluss an die A 4 in Richtung Erfurt/Dresden weiterfahren, so muss man sich rechts einordnen.

## Bauwerke
Das Ohmtal-Dreieck umfasst drei Bauwerke:
- Die Talbrücke „Bauwerk 26“ (auch Overfly genannt) führt die A 49 auf die A 5 in nördliche Fahrtrichtung Dresden. Sie hat eine Höhe von 15 m und eine Länge von 252 m, die sich in sechs Felder gliedern. Die Konstruktion besteht aus einer Stahlverbundbrücke mit begehbarem Hohlkasten. Die Bauzeit betrug 24 Monate.
- Das Überführungs- bzw. Kreuzungs-„Bauwerk 27“ verbindet die A 5 in Fahrtrichtung Süden Frankfurt mit der Rampe Frankfurt – Kassel der A 49. Sie ist eine Konstruktion aus Stahl-Verbund mit einer Höhe von 5 m, 58 m Länge und einer Breite von 15 m. Die Bauzeit betrug 17 Monate.
- Beim „Bauwerk 28“ handelt es sich um eine Unterführung eines Wirtschaftsweges im Laufe der A 5. Es ist unterteilt in die Teilbauwerke
  - „Nord“ in Fahrtrichtung Frankfurt mit 16 m Breite
  - „Süd“ in Fahrtrichtung Hattenbacher Dreieck mit 18 m Breite.

Die Höhe beträgt 5 m bei einer Länge von 7 m. Es handelt sich um ein 1-feldriges Stahlbeton-Rahmenbauwerk, welches in 36 Monaten Bauzeit errichtet wurde.
Die Bauwerke gehören zum vierten Bauabschnitt der A 49. Er umfasst die 17,5 km lange Neubaustrecke der VKE 40 von AS Stadtallendorf-Nord bis zum Ohmtal-Dreieck, die von 2020 bis 2025 in einer Öffentlich-private Partnerschaft hergestellt wurden.